# Dansenberg
Dansenberg is een plaats in de Duitse gemeente Kaiserslautern, deelstaat Rijnland-Palts, en telt 2877 inwoners.
Dansenberg · Einsiedlerhof · Erfenbach · Erlenbach · Hohenecken · Mölschbach · Morlautern · Siegelbach